# Машук, Борис Андреевич
Борис Андреевич Машук (1937—2000) — советский писатель и журналист.

## Биография
Родился 13 февраля 1937 года в городе Свободный. Рано, в пять лет, лишился родителей. Воспитывался дедом, затем учился в школе-интернате на станции Завитая, окончив шесть классов. В Хабаровске окончил семилетнюю школу и ремесленное училище. Работал токарем на заводе имени М. Горького, был кочегаром на пароходе «Аргунец». После демобилизации работал монтажником, строителем.
Ещё во время службы в армии начал сотрудничать военкором в газете «На боевом посту»; с апреля 1965 года работал в районной газете «Знамя труда», затем работал корреспондентом отдела партийной печати в газете «Амурская правда». В 1969 году в литературно-художественном сборнике «Приамурье моё» была напечатана его повесть «Дорога в тайну»; в 1971 году в серии «Подвиг» появилась его историческая повесть «Сполохи».
С 1974 года, по заданию издательства «Молодая гвардия», находился на строительстве Байкало-Амурской магистрали, написал повесть о строителях магистрали «Трудные километры», которая на «Всесоюзном конкурсе произведений для молодых и о молодых» была удостоена премии имени Н. Островского.
В 1978 году вышел сборник рассказов Машука о военном детстве «Горькие шанежки», получивший высокую оценку Виктора Астафьева и Валентина Распутина и отмеченный на Всероссийском конкурсе произведений для детей поощрительной премией.
С 1976 года — член в Союза писателей СССР, с 1977 года — ответственный секретарь Амурской писательской организации.
Умер 24 января 2000 года. Похоронен в Благовещенске.